# グロクスター
グロクスター (Grokster) 株式会社は、西インド諸島・セントクリストファー・ネイビスのネイビスに本拠を置くソフトウェアの私企業。
その能力は不明である。

## 解説
Microsoft Windowsオペレーティングシステムのためのピア・ツー・ピア、ファイル共有ソフトがその主力製品であるが、それらがアメリカ合衆国連邦最高裁判所で不利益な判決を受けたことにより、現在はすでに閉鎖している。それらの製品は外観も感じも、シャーマン・ネットワークから発売されているKazaaに似ている。

## グロクスター事件（モーフィアス・グロクスター事件）

### 概要
2000年9月　Grokster社がファイル交換ソフトの運用を開始
2004年11月15日　合法的（当時）にネット経由で音楽を共有するソフト「P2PRadio」の提供を開始

### 内容
2001年10月3日　Morpheus･KaZaA･GroksterをMPAA･RIAAが著作権侵害で提訴
2003年4月25日　アメリカ初の合法判決（米連邦地裁）
- 「分散型ファイル交換ツールの配布は合法であり、これらのネットワーク上で発生する著作権侵害に対し、サービス運営企業はその責任を負わない」とする判決を下した。

2004年8月19日　再度合法判決（控訴審判決）
- 「ソニーベータマックス裁判」の最高裁判決から、その原則がP2Pファイル交換ネットワークにも適用されるとの判断

2005年6月27日　米国最高裁で映画･レコード会社の全面勝訴
- P2P技術のデベロッパーには、ユーザーの違法行為に対する法的責任がある。（9人の裁判官が全員一致）
- 全米レコード協会（RIAA）は、「最高裁は窃盗を推奨し、そこから利益を上げるものの責任を問う事によって、合法的なオンラインビジネスに力強い未来を与えた」と判決を賞賛した。

この判決によりP2P企業は、ユーザーによる違法なファイル交換の責任を問われることとなった
2005年11月7日　P2Pソフトウェアの配布停止
- Groksterクライアントアプリケーションの配布の即時停止
- Groksterシステムおよびソフトウェア運用の即時停止
- ハリウッド映画会社、レコードレーベルに5000万ドルを支払い和解